# Oril
La rivière Oril (en ukrainien : Оріль ; russe : Оре́ль, Orel) est un cours d'eau d'Ukraine, affluent de rive gauche du fleuve Dniepr. Prenant sa source dans l'oblast de Kharkiv, elle traverse l'est de l'oblast de Poltava, et se jette dans le Dniepr dans l'oblast de Dnipropetrovsk, en amont de la ville de Dnipro.

## Géographie

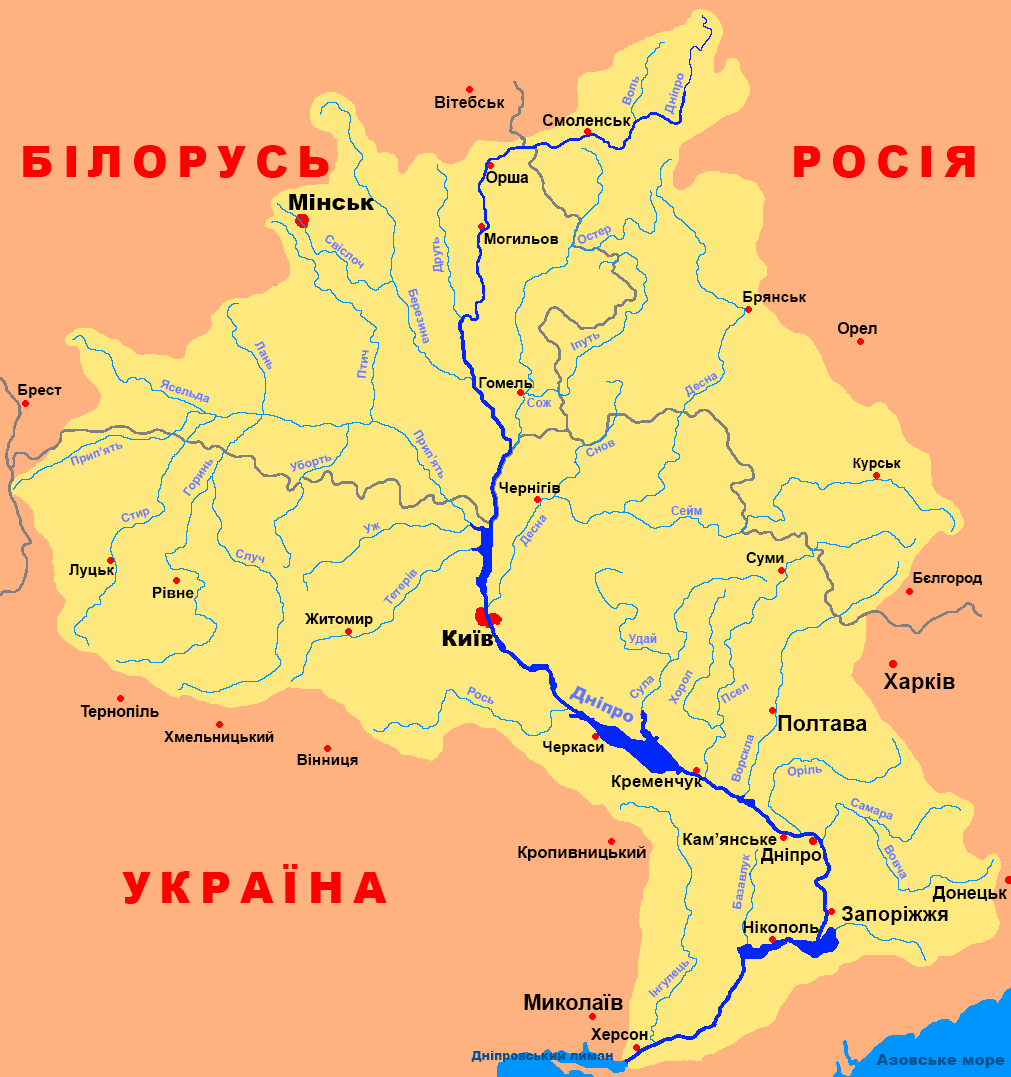
Carte du bassin du Dniepr. La rivière Оріль se situe au sud, en rive gauche

La rivière Oril prend sa source près de la localité de Yefremivka, dans l'oblast de Kharkiv, à une altitude de 197 mètres. Après un tracé sinueux, elle se jette dans le fleuve Dniepr, à hauteur de la localité d'Oboukhivka, à 13 kilomètres en amont de la ville de Dnipro, après un ultime parcours quasi parallèle au Dniepr,. L'un de ses affluents est la rivière Orilka, qui traverse la ville de Zlatopil.